# روبرت كيوهان (عالم سياسة)
روبرت أوين كيوهان (ولد في 3 أكتوبر 1941) هو عالم سياسة أمريكي يعمل في مجالات متعددة مثل العلاقات الدولية والاقتصاد السياسي الدولي.وبعد نشر كتابه المؤثر " بعد الهيمنة" (1984)، أصبح مرتبطًا على نطاق واسع بنظرية الليبرالية المؤسسية الجديدة في العلاقات الدولية، فضلاً عن العلاقات عبر الوطنية والسياسة العالمية في العلاقات الدولية في سبعينيات القرن العشرين.
وهو أستاذ فخري للشؤون الدولية في كلية برينستون للشؤون العامة والدولية ، كما قام بالتدريس في كلية سوارثمور ، وجامعة ديوك ، وجامعة هارفارد ، وجامعة ستانفورد. أظهر استطلاع للرأي أجري عام 2011 بين علماء العلاقات الدولية أن كيوهان جاء في المرتبة الثانية من حيث التأثير وجودة الدراسات الاكاديمية في السنوات العشرين الماضية.  وفقًا لمشروع المنهج المفتوح ‏ ، فإن كيوهان هو المؤلف الأكثر استشهادًا في المناهج الجامعية لدورات العلوم السياسية.